# The Ashes 2017-18
Il The Ashes 2017-18 è stato la 70ª edizione del prestigioso The Ashes di cricket. La serie di 5 partite si è disputata in Australia tra il 23 novembre 2017 e l'8 gennaio 2018. Le due squadre hanno percorso un tour per tutta l'Australia iniziando da Brisbane per poi passare per Adelaide, Perth, Melbourne e infine Sydney.
L'Australia si è aggiudicata il trofeo dopo aver vinto i primi tre incontri.

## Ashes Series

### Test 1: Brisbane, 23-27 novembre 2017
| Data                | Luogo                                        |             |           | Risultato                       |
| ------------------- | -------------------------------------------- | ----------- | --------- | ------------------------------- |
| 23-27 novembre 2017 | Brisbane Cricket Ground Brisbane, Queensland | Inghilterra | Australia | AUS vince di 10 wickets Referto |

| Innings | In battuta  | Al lancio   | Risultato                 | Note |
| ------- | ----------- | ----------- | ------------------------- | ---- |
| I       | Inghilterra | Australia   | 302/all out (116.4 overs) |      |
| II      | Australia   | Inghilterra | 328/all out (130.3 overs) |      |
| III     | Inghilterra | Australia   | 195/all out (71.4 overs)  |      |
| IV      | Australia   | Inghilterra | 173/0 (50 overs)          |      |

### Test 2: Adelaide, 2-6 dicembre 2017
| Data              | Luogo                                         |           |             | Risultato                     |
| ----------------- | --------------------------------------------- | --------- | ----------- | ----------------------------- |
| 2-6 dicembre 2017 | Adelaide Oval Adelaide, Australia Meridionale | Australia | Inghilterra | AUS vince di 120 runs Referto |

| Innings | In battuta  | Al lancio   | Risultato                | Note          |
| ------- | ----------- | ----------- | ------------------------ | ------------- |
| I       | Australia   | Inghilterra | 442/8 (149 overs)        | Dichiarazione |
| II      | Inghilterra | Australia   | 227/all out (76.1 overs) |               |
| III     | Australia   | Inghilterra | 138/all out (58 overs)   |               |
| IV      | Inghilterra | Australia   | 233/all out (84.2 overs) |               |

### Test 3: Perth, 14-18 dicembre 2017
| Data                | Luogo                                    |             |           | Risultato                                |
| ------------------- | ---------------------------------------- | ----------- | --------- | ---------------------------------------- |
| 14-18 dicembre 2017 | WACA Ground Perth, Australia Occidentale | Inghilterra | Australia | AUS vince di 1 innings e 41 runs Referto |

| Innings | In battuta  | Al lancio   | Risultato                 | Note          |
| ------- | ----------- | ----------- | ------------------------- | ------------- |
| I       | Inghilterra | Australia   | 403/all out (115.1 overs) |               |
| II      | Australia   | Inghilterra | 662/9 (179.3 overs)       | Dichiarazione |
| III     | Inghilterra | Australia   | 218/all out (72.5 overs)  |               |

### Test 4: Melbourne, 26-30 dicembre 2017
| Data                | Luogo                                        |           |             | Risultato    |
| ------------------- | -------------------------------------------- | --------- | ----------- | ------------ |
| 26-30 dicembre 2017 | Melbourne Cricket Ground Melbourne, Victoria | Australia | Inghilterra | Draw Referto |

| Innings | In battuta  | Al lancio   | Risultato                 | Note          |
| ------- | ----------- | ----------- | ------------------------- | ------------- |
| I       | Australia   | Inghilterra | 327/all out (119 overs)   |               |
| II      | Inghilterra | Australia   | 491/all out (144.1 overs) |               |
| III     | Australia   | Inghilterra | 263/4 (124.3 overs)       | Dichiarazione |

### Test 5: Sydney, 4-8 gennaio 2018
| Data             | Luogo                                              |             |           | Risultato                                 |
| ---------------- | -------------------------------------------------- | ----------- | --------- | ----------------------------------------- |
| 4-8 gennaio 2018 | Sydney Cricket Ground Sydney, Nuovo Galles del Sud | Inghilterra | Australia | AUS vince di 1 innings e 123 runs Referto |

| Innings | In battuta  | Al lancio   | Risultato                 | Note          |
| ------- | ----------- | ----------- | ------------------------- | ------------- |
| I       | Inghilterra | Australia   | 346/all out (112.3 overs) |               |
| II      | Australia   | Inghilterra | 649/7 (193 overs)         | Dichiarazione |
| III     | Inghilterra | Australia   | 180/all out (88.1 overs)  |               |